# Salon d'Automne de 1912
Le Salon d'Automne de 1912 est la dixième édition du Salon d'Automne, une exposition artistique annuelle à Paris, en France. Il se tient du 1er octobre 1912 au 8 novembre 1912 au Grand Palais.

## Œuvres présentées
- Raymond Duchamp-Villon et André Mare, La Maison cubiste, section Arts décoratifs[1].
- František Kupka présente pour la première fois au public des toiles abstraites non figuratives (Amorpha, fugue à deux couleurs, Prague, Narodni Galerie, et Amorpha, chromatique chaude, Malá Strana, musée Kampa).
- Henri Le Fauconnier, Les Montagnards attaqués par des ours.
- Fernand Léger, La Femme en bleu.
- Fernand Léger, Le Passage à niveau.
- Jean Metzinger, Danseuse au café.